# Centre correctionnel de Joliet
Joliet Correctional Center
Le centre correctionnel de Joliet (en anglais : Joliet Correctional Center) est une ancienne prison américaine située à Joliet dans l'État de l'Illinois, à une quarantaine de kilomètres au sud-ouest de Chicago. L'établissement se trouve au nord du centre-ville, sur Collins Street.
L'établissement est également connu sous le nom de pénitencier d'État de l'Illinois (en anglais : Illinois State Penitentiary). Il est parfois également familièrement appelé sous les noms de prison de Joliet (en anglais : Joliet Prison), pénitencier de Joliet (en anglais : Joliet Penitentiary) ou prison de Collins Street (en anglais : Collins Street Prison).
Elle a été rendue célèbre par sa présence dans plusieurs films et série.
Souvent confondu avec le centre correctionnel de Stateville, qui est situé dans la ville voisine de Crest Hill, le centre correctionnel de Joliet est en réalité une prison complètement indépendante.

## Histoire

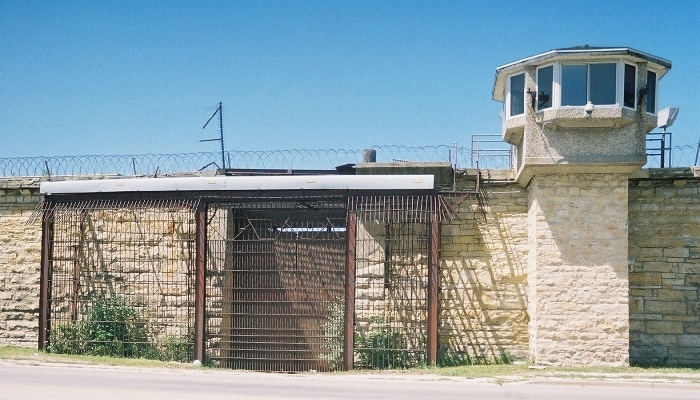
Porte Est de la prison (la Joliet Jake Gate).

La construction d'une nouvelle prison fut décidée en février 1857 par la législature de l'Illinois, afin de remplacer la Alton Prison, ouverte en 1833 et fermée en 1860. Le site choisi se situait juste en dehors des limites de la municipalité, sur un sol riche en calcaire. Les édifices ont été conçus par William W. Boyington (1818–1898), architecte originaire du Massachusetts ayant réalisé de nombreux bâtiments à Chicago (détruits pour la plupart par le Grand incendie de Chicago, à l'exception de la Chicago Water Tower et de la Pumping Station) et dans sa région (ainsi qu'à Springfield, le Capitole de l'Illinois). Le style architectural employé pour la prison est désigné en anglais sous le nom de castellated Gothic, en raison de son apparence de château (notamment l'édifice principal, utilisé par l'administration), renforcée par la présence de tourettes percées de meurtrières et des créneaux sur le mur d'enceinte. Cette façade principale, initialement bordée par un étang de nénuphars, fut appréciée des photographes, jusqu'à ce que le terrain soit modifié en raison de l'encombrement de la route et de la nécessité d'installer de nouveaux édifices.
La prison fut construite par le travail de prisonniers loués par l'État à l'entrepreneur Lorenzo P. Sanger et au directeur Samuel K. Casey. Le calcaire utilisé pour la construction fut exploité sur le site. Achevé pour un coût total de 75 000 dollars en 1858, le complexe disposait de 761 places, ce qui en faisait le plus grand centre pénitentiaire des États-Unis, ainsi qu'un modèle pour les autres prisons. Les trente-trois premiers détenus furent transférés depuis Alton en mai 1858 pour commencer les travaux ; les derniers arrivèrent en juillet 1860. Durant la Guerre de Sécession l'établissement accueillit tant des criminels que des prisonniers de guerre. Le premier gardien à être tué fut Joseph Clark en 1865. En 1872, la population carcérale atteignit 1 239 personnes, ce qui constituait un record pour une seule prison. Sa modernisation fut lente : les cellules étaient encore dépourvues d'eau courante et de toilettes en 1910. En 1898 déjà, une commission de l'État d'Illinois critiquait les conditions de vie déplorables des prisonniers. Cette situation, concomitante avec la construction à proximité du Stateville Correctional Center (entre 1917 et mars 1925), fit naître chez les autorités l'idée de fermer rapidement le site de Joliet ; la décision ne fut pas prise et les deux prisons coexistèrent durant le reste du XXe siècle. Cependant la prison pour femmes qui avait été construite en 1896 de l'autre côté de Collins Street, au croisement avec Woodruff Road, fut fermée en 1932, après l'ouverture de la prison de Dwight ; elle devint par la suite une annexe pour la prison principale. Dans la prison masculine coexistaient différents gangs, qui régnaient en quelque sorte sur les détenus en usant d'extorsion, d'intimidation et de violence, et qui déclenchèrent, entre autres, une révolte importante en avril 1975.
À partir des années 1960 la prison accueillit un centre de réception et de classification pour l'Illinois septentrional, détenant les nouveaux prisonniers pour moins d'un mois avant qu'ils ne soient assignés à une autre prison, où passaient plus de 20 000 détenus par an. Dans le même temps, le centre était toujours pourvu d'une importante population de prisonniers permanents. Leur nombre atteint son sommet avec 1 300 personnes en 1990 et s'élevait encore à 1 156 détenus en 2000 ; la prison employait 541 personnes cette même année. Cependant les restrictions budgétaires et la nature obsolète et dangereuse des édifices entraînèrent la fermeture du site en février 2002. Tous les détenus et la majeure partie des employés furent transférés dans de nouveaux bâtiments construits dans le Stateville Correctional Center, la prison de sécurité maximale située à Crest Hill. Joliet resta toutefois un centre d'admission jusqu'à mars 2004.
En mai 2017, un incendie, vraisemblablement d'origine volontaire, endommage fortement l'établissement, provoquant notamment l'effondrement d'une partie du toit mais ne causant aucun blessé,.

La prison de Joliet.

## Détenus notables
Parmi les détenus célèbres figurent Nathan Leopold et Richard Loeb, condamnés à perpétuité à Joliet pour le meurtre de Robert Franks, mais également le tueur en série John Wayne Gacy. Ils furent transférés à la prison voisine de Stateville. Pendant des années, la prison de Joliet fut le principal lieu d'exécution de l'Illinois, accueillant la plus utilisée des trois chaises électriques de l'État et la première exécution de ce type y étant réalisée,.

## Dans la culture populaire
Dans le film Les Blues Brothers (1980) de John Landis, il s'agit du lieu d'incarcération duquel Jake Blues, joué par John Bellushi, est libéré au début du film, ce personnage étant en outre surnommé « Joliet » Jake Blues. L'établissement apparaît également dans la suite, Blues Brothers 2000 (1998), du même réalisateur,.
Le film Bienvenue en prison (2006) de Bob Odenkirk utilise également le décor de la prison illinoisaise pour son histoire.
Joliet doit surtout sa notoriété récente à la série télévisée Prison Break (2005) de Paul Scheuring, où elle est, sous le nom de Fox River, le lieu principal de l'action durant la première saison ; elle apparaît également par la suite, comme lieu secondaire, durant certains épisodes de la deuxième, quatrième et cinquième saison,.